# Oła
Oła – osiedle typu miejskiego w Rosji, w obwodzie magadańskim, położone ok. 30 km na wschód od stolicy obwodu u ujścia rzeki o tej samej nazwie do Morza Ochockiego. W 2010 roku liczyło 6215 mieszkańców.